# Sub omni canone
Die Bewertung sub omni canone (lat., zu betonen cánone, „unterhalb jedes Maßstabes“; auch die pluralische Form sub omnibus canonibus ist gängig) ist eine Bewertungsstufe von Dissertationen, die eine ungenügende Leistung kennzeichnet.
Das griechische kanón (gr. κανών) bedeutet „Leitfaden, Richtschnur, Maßstab, Mustergültiges, Regel, Regelwerk, Gesetz“ oder „Maßgebendes“.
Aus der wohl scherzhaft schülersprachlichen Übersetzung dieses Substantives entstand im Deutschen die Redewendung unter aller Kanone, womit umgangssprachlich generell eine sehr schlechte Qualität gemeint ist. Für Metaphern mit Kanone siehe Kanone (Metapher).